# Swartzia arborescens
Swartzia arborescens là một loài thực vật có hoa trong họ Đậu. Loài này được (Aubl.) Pittier miêu tả khoa học đầu tiên.